# Восстание планеты обезьян
«Восста́ние плане́ты обезья́н» (англ. Rise of the Planet of the Apes) — американский научно-фантастический фильм режиссёра Руперта Уайатта, снятый по мотивам романа «Планета обезьян» французского писателя Пьера Буля. Главные роли в картине исполнили Джеймс Франко, Фрида Пинто, Джон Литгоу, Брайан Кокс и Энди Серкис.
Фильм представляет собой ответвление («перезапуск») четвёртого фильма оригинальной пенталогии «Планета обезьян». Премьера в США прошла 5 августа 2011 года, в Исландии — 3 августа, в Дании, России и Таиланде — 4 августа, в Перу — 18 августа.

## Сюжет
События фильма происходят в недалеком будущем в американском городе Сан-Франциско. Молодой учёный Уилл Родман в ходе поиска эффективного лекарства (в форме вируса Альц-112) от болезни Альцгеймера, из-за которой страдает его отец Чарльз, проводит генетические эксперименты над обезьянами. Но одна из подопытных шимпанзе, самка по кличке Ясноглазка, становится агрессивной, выходит из-под контроля и крушит лабораторию. Её пристреливают, после чего начальство принимает решение приостановить эксперимент и усыпить всех обезьян. Коллега Уилла, Роберт Франклин, обнаруживает, что Ясноглазка была беременна (у обезьян это не так заметно, как у людей), родила уже в лаборатории и потому просто защищала от людей своего детёныша. Роберт уговаривает Уилла взять того к себе, сказав, что поищет ему питомник. Вскоре Уилл обнаруживает у маленького шимпанзе удивительные для его возраста способности и понимает, что лекарство, которое вводили его матери, повлияло и на ребёнка. Учёный решает оставить у себя дома шимпанзе, которого называет Цезарем. Он также делает отчаянный шаг и крадёт из лаборатории лекарство, которое даёт своему отцу. У отца восстанавливаются умственные способности.
Через несколько лет проявились последствия лечения — организм Чарльза научился бороться с вирусом Альц-112, и болезнь проявилась с новой силой. Тем временем Цезарь легко освоил язык жестов и свободно на нём изъяснялся, а также научился понимать человеческую речь. Один раз он напал на человека, защищая Чарльза, и служба по контролю над животными забрала его в питомник. Условия там были ужасны, и Уилл пообещал Цезарю, что скоро заберёт его. Учёный тяжело переживает разрыв, понимая, что теряет и отца, и Цезаря. Он разрабатывает новую формулу лекарства (Альц-113), которая мощнее и быстрее воздействует на организм, но не успевает дать его отцу, так как тот умирает. Зато управляющий компании, где работает Уилл, заинтересовывается новым лекарством и заказывает новую партию подопытных обезьян, опыты с которыми проходят успешно.
В это время Цезарь, пользуясь своим интеллектом, занимает место вожака среди обезьян в питомнике. У него появляются друзья — самец гориллы Бак, которого он выпускает из клетки с помощью собственноручно сделанной отмычки, шимпанзе Ракета, который раньше был вожаком, и орангутан Морис из цирка. Ночью Цезарь выбирается на свободу и крадёт у Уилла образцы лекарства, которое даёт другим обезьянам. После подготовки обезьяны непреднамеренно убивают одного надсмотрщика, сажают в клетку другого и вырываются из питомника. В это же время обнаруживается, что новое лекарство по-другому влияет на людей — Роберт Франклин, случайно заразившийся Альц-113, умирает. Но теперь это никого не волнует — обезьяны освобождают сородичей из зоопарка и лаборатории и устраивают настоящую революцию. Цезарь решает отправить своих подопечных в близлежащий заповедник Леса Мьюра, где он в детстве гулял с Уиллом. Но на мосту «Золотые Ворота» на обезьян устраивают облаву полицейские, погибают несколько животных (в том числе Бак), но обезьяны добиваются своего и завоёвывают заповедник. Уилл срочно приезжает туда, чтобы остановить революцию, и говорит Цезарю, чтобы он поехал домой. Цезарь (уже не жестами, а словами) отвечает ему: «Цезарь дома», и Уилл понимает, что это действительно так.

Высокоразумные приматы: Морис, Цезарь, Бак и Ракета

После титров показана сцена в аэропорту, где у соседа Уилла, который контактировал с Франклином незадолго до смерти последнего, пошла кровь из носа — этот симптом также появлялся у Франклина. Опаснейший для человечества вирус начал стремительно распространяться. 
Также во время фильма параллельно развивается сюжет об астронавтах, отправленных на Марс и потерянных в космосе. Это видно из сюжета новостей и заголовков газет, показанных в фильме.

## В ролях
| Актёр           | Роль                          |
| --------------- | ----------------------------- |
| Джеймс Франко   | Уилл Родман учёный-химик      |
| Джон Литгоу     | Чарльз Родман отец Уилла      |
| Фрида Пинто     | Кэролайн Аранья               |
| Брайан Кокс     | Хэнк Лэндон                   |
| Энди Серкис     | Цезарь                        |
| Тайлер Лэбин    | Роберт Франклин               |
| Том Фелтон      | Додж Лэндон охранник зверинца |
| Дэвид Ойелоуо   | Стив Джейкобс                 |
| Дэвид Хьюлетт   | Хансикер                      |
| Джейми Харрис   | Родни                         |
| Ричард Райдингс | Бак                           |
| Чела Хорсдэл    | Ирена                         |
| Терри Нотари    | Ракета                        |
| Карин Коновал   | Морис                         |

## Производство

Актёр Энди Серкис во время съёмок в роли примата Цезаря. В кадре видно, как работает метод анимации — маркерная система «Motion capture» («захват движения» на основе CGI-технологий) с точностью воспроизводящую мимику лица актёра и его персонажа

Съёмки начались 10 июля 2010 года в Ванкувере (Канада). Съёмки также проходили в Сан-Франциско и в окрестностях Оаху. Поскольку создатели фильма решили, что будут использоваться не антропоморфные приматы, а настоящие обезьяны, было решено создавать их при помощи CGI-технологии. Производством спецэффектов для фильма занималась компания Weta Digital, работавшая над фильмами «Аватар», «Кинг-Конг» (2005) и трилогией «Властелин колец».
На роль Уилла, которого сыграл Джеймс Франко, рассматривался Тоби Магуайр. Оба актёра снимались вместе в трилогии Сэма Рэйми «Человек-паук».
Актёр Энди Серкис, исполнивший роль Цезаря, ранее изображал обезьяну в фильме «Кинг-Конг» режиссёра Питера Джексона.
Имя «Ясноглазка» (англ. Bright Eyes) в сценарии не случайно. В фильме «Планета обезьян» 1968 года, так доктор-шимпанзе Зира называла Тейлора (героя Чарлтона Хестона) до тех пор, пока ему не вылечили голосовые связки.
В этом фильме обезьяны нападали на людей только из самозащиты, не считая пары случаев в начале фильма, когда они защищали родных и близких.
У картины было три рабочих названия: «Цезарь» («Caesar»), «Цезарь: Восстание обезьян» («Caesar: Rise of the Apes») и «Восстание обезьян» («Rise of the Apes»).
Шимпанзе не способны говорить по-человечески из-за особенности строения голосового аппарата.

## Отзывы
| Рейтинги    | Рейтинги        |
| Издание     | Оценка          |
| ----------- | --------------- |
| Film.ru     | (положительная) |
| Timeout.ru  | [ 11 ]          |
| Кинокадр    | (смешанная)     |
| Коммерсантъ | (смешанная)     |
| ПрофиСинема | (положительная) |

Фильм получил в основном положительные отзывы. На сайте Rotten Tomatoes 82 % критиков написали положительные рецензии, средний рейтинг составляет 7,12 из 10. На Metacritic фильм получил 69 баллов из 100 на основе 36 обзоров. Роджер Эберт дал фильму 3 звезды из 4, похвалив исполнение Энди Серкиса и отметив, что персонаж Цезаря выполнен настолько хорошо, что невозможно сказать, где заканчивается игра человека, а где начинаются спецэффекты.

## Сиквел
После выпуска фильма началась работа над сценарием сиквела, которому дали официальное название «Планета обезьян: Революция». Сиквел вышел 11 июля 2014 года.